# Rennie Motor Manufacturing
Rennie Motor Manufacturing Company war ein britischer Hersteller von Automobilen.

## Unternehmensgeschichte
Das Unternehmen aus Brighton begann 1907 mit der Produktion von Automobilen. Der Markenname lautete Rennie. Im gleichen Jahr endete die Produktion. Besonderheit war die einjährige Garantie auf die Fahrzeuge.

## Fahrzeuge
Im Angebot standen vier Modelle. Der zweisitzige 10/12 HP sowie die viersitzigen Tourenwagen 12/15 HP und 25/30 HP hatten Vierzylindermotoren. Außerdem wurde der Tourenwagen 30 HP mit einem Sechszylindermotor angeboten, wobei unklar ist, ob davon tatsächlich ein Exemplar gefertigt wurde.